# Muhammad Rapsel Ali
Muhammad Rapsel Ali (6 tháng 5 năm 1971 – 9 tháng 4 năm 2023) là một doanh nhân và chính trị gia người Indonesia, ông là đại biểu Hội đồng Đại diện Nhân dân từ năm 2019 đến khi qua đời vào năm 2023.

## Đầu đời
Ali sinh tại Đảo Selayar vào ngày 6 tháng 5 năm 1971. Ông tốt nghiệp trung học ở Makassar năm 1989. Ông là con đầu của Muhammad Ali Gandong và Basdiaty Ali, thời thơ ấu của ông trải qua ở Makassar.

## Sự nghiệp
Trong sự nghiệp kinh doanh, Ali chủ tọa các chi nhánh Nam Sulawesi của Hiệp hội Nhà phân phối Indonesia và Hiệp hội Doanh nhân Xây dựng Indonesia từ năm 1997 đến 2003. Ông hoạt động trong ngành vận chuyển tàu thủy và dịch vụ công nghiệp, ông là chủ một công ty tổ chức sự kiện trong thời gian ngắn.
Năm 2019, Ali tranh cử với tư cách là ứng cử viên cho Hội đồng Đại diện Nhân dân tại khu vực bầu cử số 1 của Nam Sulawesi. Ông giành được 43.382 phiếu và bầu làm thành viên Đảng Nasdem duy nhất từ khu vực bầu cử. Ali là người duy nhất trong số 575 nhà lập pháp được bầu chưa đệ trình bản đánh giá mức độ giàu có trước hạn cuối là ngày 7 tháng 9 năm 2019 của Ủy ban Tổng tuyển cử (KPU), do đó KPU đưa ra đề xuất riêng giới thiệu đến tổng thống cho phép Ali nhậm chức sau khi đệ trình các tài liệu cần thiết vào cuối ngày 10 tháng 9. Trong hội đồng, ông thuộc bộ phận của ủy ban thứ sáu giám sát công nghiệp, đầu tư và cạnh tranh kinh doanh.

## Đời tư và qua đời
Ali kết hôn với Siti Nur Azizah, con gái thứ tư của Phó Tổng thống Indonesia, Ma'ruf Amin, vào năm 2019. Ông có năm người con. Ali có niềm đam mê với xe phân khối lớn và hoạt động trong các hiệp hội ô tô liên quan. Ông thành lập một đội đua mô tô, mang tên Mandalika Racing Team Indonesia. Em trai ông, Muhammad Basli Ali, là nhiếp chính của huyện đảo Selayar.
Ngày 9 tháng 4 năm 2023, trong chuyến thăm khu vực bầu cử ở Makassar, Ali bất ngờ lên cơn đau tim. Mặc dù ông được nhanh chóng đưa đến bệnh viện, nhưng ông đã qua đời ở tuổi 51 trên đường đến đó. Ông được an táng theo nghi thức quân đội vào ngày hôm sau tại Nghĩa trang Anh hùng Panaikang ở Makassar.